# Methemoglobinemie
Methemoglobinemia este o boală caracterizată de o creștere anormală a concentrației sangvine de methemoglobină (metHb), o moleculă incapabilă să transporte oxigenul. Methemoglobina este un compus similar hemoglobinei, doar că ionul feros (Fe2+) (ion central al hemoglobinei) a fost ionizat la ionul feric (Fe3+), incapabil să asigure transportul oxigenului în sânge. 
Methemoglobinemia poate fi cauzată de stresul oxidativ, precum și de numeroase substanțe toxice precum vopsele bazate pe anilină, unele antibiotice (sulfonamidele), unele anestezice locale (articaina), nitrații, clorații (la care sunt cei mai vulnerabili sugarii), bromații, etc. 

## Simptomologie
Methemoglobinemia este diagnosticată când procentul de methemoglobină depășește 1% din hemoglobina normală.
Un simptom al methemoglobinemiei este cianoza pielii, cu sânge brun care nu revine în starea normală prin expunere la oxigen. Alte simptome sunt anxietatea și confuzie pe măsură ce boala se agravează. Pot apărea dificultăți de respirație, oboseală, amețeală, precum și pierderea cunoștinței. 
În forme mai grave ale bolii pot apărea disritmii, atacuri de apoplexie, stări comatoase, și chiar moartea bolnavului. 
1. 1 2  Monarch Disease Ontology release 2018-06-29[*] Verificați valoarea |titlelink= (ajutor);
2. ↑  Disease Ontology, accesat în 15 mai 2019